# Tethys (vulkan)
Tethys je bio trijaski polifazni submarinski vulkan u Rami, BiH. Od njega su danas ostali samo ostatci.

## Položaj
Zemljopisni položaj Tethysa je u središtu Rame, u masivu sredogorja Krstaca. Raminu litosferu tvore sve vrste stijena prema postanku: magmatske, metamorfne i sedimentne. Prevladavaju sedimentne stijene. Dio ostataka vulkana vidljiv je između naselja Gornjih i Donjih Višnjana. Krstac je magmatsko tijelo. Magistralnom cestom M16-2 pa lokalnom cestom koja vodi ka Lugu dolazi se do vulkana. S Tethysa se vidi sutjeska rijeke Rame, ramska tektonska potolina, Raduša i miocensko Ramsko jezero, rasjed Pasja - Plemina stijena i dr. Krajem teče slapovita rijeke Crima.
Tethys je u zemljopisnom središtu države Bosne i Hercegovine. Dio je masivna planinskog prostora, drukčijeg izgleda, podrijetla i morfologije od vapnenačkog gorja u Zapadnoj Bosni, na Bjelašnici i južnije u Hercegovini. Središnja je planina Vranica, čije bočne izdanke možemo smatrati i posebnim planinama, ali sve tvore jedinstveni masiv Srednjebosanske rudne planine.

## Opis
Magmatske stijene su većinom u svezi sa submarinskim procesom trijaskog vulkana Tethysa. Srodnog je postanka s jablaničkim granitom "gabrom" u procesu nastanka i oblikovanja subdukcijske zone Tethysa. Osim u masivu Krstaca, ima ih i drugdje po općini, ali izolirano i u puno manjem opsegu. Magmatske stijene sredogorja Krstaca su kisele i neutralne efuzivne magmatske stijene, među njima kvarckeratofiri i keratofiri, javljaju se proslojci tufa, efuzivna neutralna magmatska stijena andezit (porfirit), bazične magmatske stijene - dijabaz i oksidirani efuziv bazalt, pegmatiti i dr. Rječica Crima erodira magmatsku podlogu, pa je moguće pronaći taložni opal i sitne listiće zlata.

## Povijest
Vulkan je nastao u trijasu. Aktivnost mu je kulminirala u srednjem trijasu, oko 245. – 228. milijuna godina pr. Kr.